# 山田正勝
山田 正勝（やまだ まさかつ、生没年不詳）は、戦国時代の武将。通称平一郎 。

## 略歴
山田正次の子で三河国額田郡山中に生まれた。松平信康に仕え、信康逝去後は徳川家康に仕えた。
甲州攻めでは平岩親吉の組に属し、首級を挙げた。小牧・長久手の戦いでは井伊直政隊に属し武功を立てた。後に妻を松平久助に預け、上方に赴き豊臣秀次に仕えた。秀次の下で従五位下に叙され、3500石の地を賜った。
秀次薨去の後は前田利長に仕えた。
正勝には子がおらず、養子の山田正信が後継となった 。